# Anfiteatro di Termini Imerese
L'anfiteatro romano di Termini Imerese era un antico anfiteatro della  città romana  di Thermae Himerae, l'attuale Termini Imerese.
L'anfiteatro sorge nel piano di S. Giovanni, alla periferia della città antica in una zona poco densamente popolata. Sebbene l'esatto rapporto con il piano della città antica ci sfugga, nel parallelismo degli assi della cosiddetta "Curia" (Termini Imerese) e dell'anfiteatro si può rintracciare, oltre la volontà di risolvere il problema dell'afflusso e del deflusso degli spettatori, il tentativo di una sistemazione razionale di un intero complesso monumentale di edifici.

## Descrizione
L'anfiteatro di Termini Imerese è un edificio di modeste dimensioni (l'ellissi esterna misura m. 98 x m. 75) il cui pessimo stato di conservazione rende difficile qualsiasi ipotesi di ricostruzione.
L'arena (m. 53 x m. 30), di cui oggi appare visibile solo la parte settentrionale, venne scavata direttamente nel sottosuolo, così come parte del podio e del primo meniano della cavea. Il piano dell'arena infatti si trova a circa 3 metri al di sotto del piano del portico esterno.
Sono anche visibili due ingressi all'arena: quello principale a nord (largo circa 4 metri), e quello secondario posto ad ovest del primo (largo 1,25 metri).
La cavea risulta divisa in due parti, una in elevato, l'altra scavata nel terreno.
La facciata esterna era costituita probabilmente da una sola fila di archi, e sormontata da un attico. Non ci sono tracce di decorazioni marmoree.
L'esecuzione dell'edificio si deve a maestranze locali, come testimonia la tecnica dell'opus vittatum. La cavea era realizzata in opus caementicium, costituito da spezzoni di pietra calcarea, misti a sassi, terra e frammenti di mattoni, legati tra loro da abbondante malta.
Incerta la data di realizzazione dell'edificio che oscillerebbe tra l'età tardo flavia e quella traianea. Non mancano però ipotesi di datazione più alte.

## Stato di conservazione
Il monumento si presenta in un pessimo stato di conservazione e per oltre la metà della sua estensione è ricoperto da abitazioni civili. In parziale rovina già dal XVI secolo, venne completamente distrutto, secondo una notizia riportata dal Biscari, per costruire le opere avanzate del Castello in previsione dell'assedio spagnolo del 1718. Oggi sono visibili poche strutture portate alla luce in seguito agli scavi condotti dal Salinas nel 1909-1911.